# Cappuccino
Cappuccino — каркас приложений с открытым исходным кодом для разработки веб-приложений, выглядящих и работающих как приложения для настольных систем.
Фреймворк Cappuccino позволяет переводить Cocoa-приложения, написанные на языке Objective-C, в Веб-приложения на языке JavaScript.
Данный проект породил новый язык программирования Objective-J.

## История
Проект Cappuccino создали три сооснователя компании 280 North, Inc.: Ross Boucher, Tom Robinson и Francisco Tolmasky, при участии известного стартапа Y Combinator.
24 августа 2010 года стало известно, что компания Motorola приобрела все активы компании 280 North, Inc., в числе которых и Cappuccino.

Как заявил представитель Motorola, они будут использовать эти наработки для «усиления экосистемы Android». Речь идет о выпуске удобного инструментария для создания Веб-приложений, оптимизированных под выполнение на мобильных устройствах платформы Google Android.

15 августа 2011 года компания Google объявила о приобретение компании Motorola Mobility, и после завершения сделки запланированное на II квартал 2012 года, очевидно проект Cappuccino перейдёт в софтверное подразделение компании Google.